# Claudio Cesa
Claudio Cesa (Novara, 23 novembre 1928 – Siena, 21 novembre 2014) è stato un filosofo italiano.

## Biografia
Studiò all'Università di Pisa e alla Scuola normale superiore di Pisa con Luigi Scaravelli conseguendo la laurea in filosofia e il diploma di licenza della Scuola nel 1950 (dopo una sospensione di sei mesi per aver promosso l'occupazione del Palazzo della Sapienza); insegnò per alcuni anni nei licei, per poi passare all'Università di Siena, quindi all'Università di Firenze, infine alla Normale. Socio residente dell'Accademia nazionale dei Lincei, dell'Accademia toscana di scienze e lettere La Colombaria, dell'Accademia degli Intronati, era anche membro della Commissione per l'edizione del lascito di Fichte dell'Accademia bavarese delle scienze, nonché socio corrispondente dell'Académie des sciences morales et politiques dell'Institut de France. Interprete raffinato dei filosofi "classici" tedeschi (Kant, Fichte, Schelling, Hegel, Feuerbach), curò numerose edizioni, tra le quali si segnalano quella della Filosofia dell'avvenire di Feuerbach (Bari, Laterza, 1967) e quella della Scienza della logica di Hegel (Bari, Laterza, 1968; più volte ristampata).

## Opere principali
- Apostolato cattolico e condizione operaia: testimonianze e documenti sui preti operai, Firenze, De Silva-La Nuova Italia, 1955
- Il giovane Feuerbach, Bari, Laterza, 1963
- La filosofia politica di Schelling, Bari, Laterza, 1969
- Studi sulla sinistra hegeliana, Urbino, Argalia, 1972
- Fichte e il primo idealismo, Firenze, Sansoni, 1975
- Hegel filosofo politico, Napoli, Guida, 1976
- Introduzione a Feuerbach, Roma-Bari, Laterza, 1978
- Il pensiero politico di Hegel. Guida storica e critica, a cura di Claudio Cesa, Roma-Bari, Laterza, 1979.
- Le origini dell'idealismo tra Kant e Hegel, Torino, Loescher, 1981
- Augusto Vera e la filosofia della storia, Napoli, Guida, 1991
- Fichte e l'idealismo trascendentale, Bologna, Il Mulino, 1992
- Introduzione a Fichte, Roma-Bari, Laterza, 1994
- Guida a Hegel : fenomenologia, logica, filosofia della natura, morale, politica, estetica, religione, storia, a cura di Claudio Cesa, Roma-Bari, Laterza, 1997.
- Le astuzie della ragione: ideologie e filosofie della storia nel XIX secolo, Torino, Aragno, 2008
- Individuazione e libertà nel Sistema dell'idealismo trascendentale di Schelling, Pisa, ETS, 2009
- Verso l'eticità: saggi di storia della filosofia, Pisa, Edizione della Normale, 2013